# 2011年6月臺灣
| << | 2011年6月 （民國100年） | >> |    |    |    |    |
| \| 日 \| 一 \| 二 \| 三 \| 四 \| 五 \| 六 \| \| \| \| \| 1 \| 2 \| 3 \| 4 \| \| 5 \| 6 \| 7 \| 8 \| 9 \| 10 \| 11 \| \| 12 \| 13 \| 14 \| 15 \| 16 \| 17 \| 18 \| \| 19 \| 20 \| 21 \| 22 \| 23 \| 24 \| 25 \| \| 26 \| 27 \| 28 \| 29 \| 30 \| \| \| \| \| \| \| \| \| \| \| |                         |    |    |    |    |    |
| 臺灣新聞動態／維基新聞 |                         |    |    |    |    |    |
| 世界／中国大陆／臺灣 |                         |    |    |    |    |    |
| 日 | 一                      | 二 | 三 | 四 | 五 | 六 |
| |                         |    | 1  | 2  | 3  | 4  |
| 5 | 6                       | 7  | 8  | 9  | 10 | 11 |
| 12 | 13                      | 14 | 15 | 16 | 17 | 18 |
| 19 | 20                      | 21 | 22 | 23 | 24 | 25 |
| 26 | 27                      | 28 | 29 | 30 |    |    |
| |                         |    |    |    |    |    |

## 6月1日
- 於2011年4月15日通過，由行政院核定之特種貨物及勞務稅條例（奢侈稅）正式施行。依規定特定高檔消費品只要達到新台幣300萬元以上，以及非自用住宅1年內轉手將課征15%奢侈稅，一年以上但兩年以內轉手，則加征10%。該項稅收將用於社會福利。HiNet 新聞網[] 新華網（页面存档备份，存于） 鉅亨網（页面存档备份，存于）
- 台北市議員林奕華等人連署提案並決議，若開發商遠雄集團無法在期限內履約，大巨蛋預定地將改為森林公園，一切將依合約進行。 中央社
- 中央氣象局預報中心副主任林秀雯表示，世界氣象組織颱風委員會在今年一月就已決議，曾於2009年肆虐過臺灣及東南亞的「莫拉克」、「凱莎娜」、「芭瑪」颱風，於此次同時被判除名。然而位於日本的世界氣象組織亞洲颱風區域中心（其負有給予西北太平洋地區颱風名稱的任務），卻直至日前才發出正式的公告。現在氣象局正著手進行相關更名作業。由於臺灣並非隸屬於聯合國組織的世界氣象組織會員國，所以這些名稱都不是臺灣要求撤換的。同時取代上陣的有泰國提供的「愛莎尼」（原意<閃電>）取代曾重創臺灣的「莫拉克」、寮國提供的「薔琵」」（原意<花>）取代曾重創越南、菲律賓的「凱莎娜」、而澳門提供的「烟花」則取代曾重創菲律賓的「芭瑪」。 中央社

## 6月2日
- 中油生技委外代工的柔顏膠囊食品被檢出2種塑化劑，其中DBP為首例，衛生機關正在追查是否有第三家塑化劑汙染食品源頭。  中央社

- 一名男子因為多次性侵女兒及虐待兒女，而遭到女兒、女兒男友及兒子殺害；法官無視該該男子重創子女身心之事實，竟重判此三人，而該男妻子竟贊成子女被重判。聯合報[]

- 台北國際電腦展盛大展出，前行政院衛生署長楊志良為參展廠商示範操作「隔空操作觸控系統」、「瞳孔追蹤技術」。他隨之表示，醫院都公告醫護人員不能帶著手套去按電梯按鍵（原因:電梯按鍵比馬桶還髒）及醫護人員若碰過病人後就要洗手，這執行成效較不易彰顯，倘若這套技術能運用在醫院內，將對感染管控會有很大助益。 中央社

- 高雄市立大同醫院腸胃及一般外科主治醫師范文傑，今天在記者會中發表，幾近無疤痕的「單孔腹腔鏡治大腸癌手術」。其會中表示，國外醫學文獻尚未見人發表過。目前市立大同醫院已臨床完成10多項案例。這項微創手術的優點是，取得傷口小，術後腸胃道回復快，減少住院時間及提早回復正常生活。 中央社

- 「數位時代」調查2011亞洲、臺灣、中國科技百強，其中亞洲科技百強為今年首度進行調查，今天公佈調查結果，台灣廠商入榜數量勇奪冠軍，宏達電摘下亞洲、臺灣雙料冠軍。調查也顯示，在超過2,000家上市的亞洲科技類股中，臺灣進入前百名榜單的企業高達43家，居亞洲之冠，領先中國的28家、日本的12家及韓國的7家。中央社

## 6月3日
- 今凌晨分別在台東外海發生規模5.2 中央社 及雲林地區4.1的地震。中央社[]

## 6月4日
- 臺灣、香港的人權團體以嚴厲語句批評馬英九對六四的態度越來越軟弱。自由時報苦勞網（页面存档备份，存于）新頭殼（页面存档备份，存于）

## 6月5日
- 台大校長李嗣涔繼續要求台大畢業生加強職場表現；他幾天前發信要求台大畢業生不要太重視薪資及上下班時間，因而遭到批評。自由時報
- 瑞士洛桑管理學院評比顯示，台灣受雇者薪資嚴重低於其應得薪資。中央廣播電台引述聯合報公視

## 6月6日
- 美國在台協會表示，將在7月4日美國國慶日公布證明中華民國國父孫文是美國人的相關文件。臺灣蘋果日報
- 2011年台灣塑化劑事件：有香精也被查出摻入塑化劑，香精由於添加量極少，因此造成的塑化劑污染較污染果醬低，但這代表不加果醬的麵包糕點也可能被混入塑化劑，麵包糕點等行業受到相當衝擊。自由時報-1自由時報-2

## 6月7日
- 高雄市旗津國小獲得於荷蘭舉辦的樂高聯盟國際機器人大賽歐盟公開賽冠軍，該校亦曾於FLL世界機器人大賽三度拿下「機器人表現」項目第一名。國語日報（页面存档备份，存于）

## 6月8日
- 依照中國媒體中評社報導，前國防大學校長夏瀛洲在與中共將領交流時發言「今後不要再分什麼國軍、共軍，我們都是中國軍隊」。對此泛綠認為至少應該停止支付退休俸及優惠利息，並藉此譴責馬政府親中（譴責馬英九上樑不正下樑歪）；泛藍也予以譴責，馬英九總統則譴責這樣的發言是背叛臺灣人民，並要求查證。而許多中華民國國軍退休將領與中共及解放軍關係過好、發言過於諂媚，總是引起臺灣各方不滿、也引起兩岸許多統派不滿，最具代表性的退休將領是許歷農。美國也曾經間接警告，臺灣的退休將領意識型態親中，會對臺灣軍購及美國保衛臺灣的決心造成負面影響，並認為臺灣應該嚴懲向中國洩密的退休將領。NOWnews（页面存档备份，存于）BBC（页面存档备份，存于）
- 關於往例原定每年4月發佈的ISP與線路費用調降，今年遲至6月才由中華電信發佈調降消息，但是其公告要預估經過三個月相關作業，要到8月份才會真正降價。其它的ISP則尚未有任何降價的消息。中華電信
- 在21年前發生的南港女童姦殺案偵破，高雄警方在偵辦嫌犯犯下的另一起強姦案時，意外發現嫌犯的DNA與當時的檢體相符，警方目前在調查該嫌犯是否涉及其他性侵案。但是此姦殺案已經過了法律追訴期，可能不起訴處分。自由時報中國時報民視
- 台中偵破違法傾倒廢土，有業者涉嫌用勾結大甲幼獅工業區內的部分公司員工，以非法承包處理將10萬噸的廢土亂倒在大甲、沙鹿和龍井，這些地區的土壤和地下水可能以被鎘污泥污染，衛生局並展開採樣化驗附近農地是否遭受污染。TVBS（页面存档备份，存于）
- 內政部以「建蔽率太高（原規劃以公園建蔽率15%為上限申請，內政部認為不可超過8%為宜）」駁回，致水楠象徵「蛋、塔」的計畫流產。而原址五公頃的土地，將改作為電影城。中時新聞資料庫

## 6月9日
- 中華民國政府在纏訟超過10年的「拉法葉軍購案」已取得重要勝利。法國巴黎上訴法院6月9日駁回法國軍火商「台利斯（Thales）」（原名湯姆笙公司-Thomson-CSF）的上訴，法方必須賠償臺灣5億9仟1百萬美元，法方已表明不再上訴，準備賠償事宜。對於拉法葉案塵埃落定，國防部表示欣慰，將要求台利斯公司履行判決結果，以維護我方權益。 中廣電子報
- 教育部部務會報6月9日通過「國民教育階段辦理非學校型態實驗教育準則」草案和「高級中等教育階段辦理非學校型態實驗教育辦法」草案，學生經戶籍所在地主管機關許可，可進行非學校型態的實驗教育。 中央社

## 6月10日
- 21年前的南港女童姦殺案，主嫌供出他哥也是共犯，兩名主嫌已經被羈押，法院指出該案沒有過法律追訴期。NOWnews（页面存档备份，存于）
- 2011年台灣塑化劑事件：板橋地檢署昨傳喚統一採購經理、經辦、品管人員及研發經理，發現統一向賓漢公司購買起雲劑已長達20年。統一表示賓漢公司都會出示食品添加物許可證，因此沒有特別檢驗。檢方將追查賓漢公司在多久以前開始製作毒起雲劑。臺灣蘋果日報即時新聞自由時報
- 2,700噸級的海洋研究船「海研五號」今天在高雄興達港下水，它將以此港作為母港，預計從事海洋資源、生態及海底斷層的探測及研究，亦大幅度的提升臺灣在海洋調查的能量。中央社
- 獨木舟3勇士以其手工製的獨木舟「挑戰環島梯航極限」，足足花費39天近1,100公里的環島航程，目前已於6月10日下午返抵終點「新北市八里區下罟子漁港」。自由電子報 2011/6/12

## 6月11日
- 兩岸刑事警察機關，與東協四國同步執行跨國掃蕩詐騙集團「0310」專案，成果豐碩。刑事局於6月11日凌晨首次以包機方式，將在柬埔寨落網的122名台籍詐欺犯自澳門押解返臺，這是歷年遣返人數最多的一次，長榮航空並派出九名空中保安人員，協助維護飛安。另外在印尼被捕的100名台籍詐欺犯，刑事局將在6月13日，以相同方式押返回臺受審。 中時電子報中央社
- 由於教育部部務會報6月9日通過「國民教育階段辦理非學校型態實驗教育準則」草案和「高級中等教育階段辦理非學校型態實驗教育辦法」草案。「保障教育選擇權聯盟」今天（11日）表示，未來要朝向爭取「自學法源」進入未來「高級中等教育法」，修正「強迫入學條例」，制訂完整涵蓋國小到高中的獨立在家自學法源。中央社

## 6月12日
- 司法院大法官會議將於6月16日召開憲法法庭，並首度的進行網路直播。部份立委們說:憲法法庭牽涉公共事務，網路直播的作法值得肯定。中央社
- 「2011年6月16日月食」被科學家譽為本世紀最黑暗的月全食，預計在臺灣時間6月16日凌晨登場。整個月食過程將持續5.5小時，在臺灣地區，只要當天氣候配合，足以全程可見，且這將是自2007年以來，台灣天文迷首次有目睹「紅月亮（月食/食甚）」的機會。 中央社
- 全臺首創的海洋三鐵比賽在新北市福隆海域登場，最先抵達終點的是「半程混合組」，台灣的選手以2時3分41秒擊敗美國選手（僅領先其17秒）而奪冠。中廣電子報[]
- 中共官員搶先宣佈，中國大陸旅客自由行將於6月28日正式啟動，也將增加四個直航航點。不過中共單方面的宣布，雖然臺灣官方及旅遊業期待，但還是不清楚，對自由行也還沒準備好。自由時報 中廣
- 十八槳拼板舟 繞過南台北上 重現歷史記憶 蘭嶼人大船出港 月底挑戰「逆黑潮」。中時電子報中央社

## 6月13日
- 結合兩岸、東協4國「0310」專案，第二波（在印尼到案）的101名臺籍嫌疑人，將於今日（13日）搭乘華航於下午3時45分返臺，在全案訊後將移送台中地檢署偵辦。中央社
- 彰化地檢署對塑化劑案的偵辦今天（13日）偵查終結，昱伸公司負責人賴俊傑被求處25年徒刑、其妻簡玲媛被求處20年、簡鈞恆皆遭求刑20年，提供塑化劑給昱伸公司的金童公司負責人潘淑蘭明因知道其用途而被求處15年。 中廣電子報自由時報即時新聞[]
- 「運動產業發展條例」已於今晚在立法院三讀通過，加上原有的「全民運動」和「競技運動」雙主軸，體壇的鐵三角已經成形。中央社

## 6月14日
- 國防部發言人羅紹和今天（14日）表示，台灣參與國際研發的第二期（太空磁譜儀/阿爾法磁譜儀）AMS-02計畫，使臺灣的科技能力受到國際重視，也間接證明臺灣極具執行太空規格電子模組研製能力。中央社
- 中國禾博公司輸入臺灣的「薑粉」等產品，被檢出塑化劑DIBP，衛生署已依法封存，這是首批進口食品被檢出塑化劑。中央社
- 「法官法」同日晚上在立法院三讀通過，此法一方面強調法官的自律與自治，另方面也建立了全民所關注的「退場機制」。 中央社
- 民進黨主席暨總統參選人蔡英文在世新大學座談，現場中國學生提出許多疑問，蔡英文主席的回答指出「台灣無法不設限的歡迎中國學生留學及就業，必須兼顧台灣學生的就業機會，而中國歡迎台灣學生是建立在台灣人口少的基礎上」，另外對台灣是否太害怕中國的疑問，她指出「中國集權式、不民主的決策，發生的錯誤機率太高，而且『中國對準台灣的飛彈未免太多了！』」。這些回答都獲得台生大力鼓掌。YouTube影片（页面存档备份，存于）

## 6月15日
- 衛生署同日公佈2010年國人十大死因，癌症已連續29年蟬聯十大死因榜首，死亡人數破歷年新高，平均不到13分鐘就有一人罹癌死亡。中央社
- 板橋地檢署對塑化劑案的偵辦在今天（15日）下午偵結起訴，土城賓漢香料公司遭罰6,000萬及其負責人陳哲雄被求刑25年、併科罰金1,000萬，妻子王粉被求刑20年、併科罰金800萬，另兩個兒子分別是陳威丞求刑15年、併科罰金500萬元和陳威銓10年有期徒刑、併科罰金300萬元。總計一家四口加上公司的罰金，共被罰8,600萬元。而提供塑化劑給賓漢香料公司的興隆貿易公司，因為有口頭、書面及在包裝上明顯標示塑化劑危害、需要的防範措施等，因此不予起訴。 中央社中廣
- 馬英九表示台灣現在缺工很嚴重，很多人是自願失業，未來考慮逐步放寬境外學生就業規定，才能確保台灣人力供應不虞匱乏。但馬英九的選舉支票是不開放中國大陸勞工，馬總統也說過、是老闆薪水開太低才缺工。 NOWnews（页面存档备份，存于）
- 歐洲議會友台小組二十位國會議員昨天聯名寄出抗議信函給世界衛生組織（WHO），直言「WHO將台灣視為中國的一省完全沒有國際法上的根據」，並對身為「中國公民」的WHO秘書長陳馮富珍的公平與正直提出質疑。自由時報

## 6月16日
- 高雄醫學大學附設醫院副院長侯明鋒同日發表，高醫取名為「inside out」式超低位前腹切除術併結腸肛門口吻合術(ultralowanterior resection with inside out coloanalanastomosis)，由於國內外尚未有發表相同的手術方法，而高醫已成功為31名「超低位直腸癌」病患切除病灶，高醫臨床研發的新方法，已寫成「學術研究論文」預計在歐洲醫學會刊物上發表。中央社
- 牙醫師簡玉婷同日指出，食物殘渣與口腔中細菌代謝將產生「酸性物質」，此易使口腔酸性度提高，總計10分鐘的時間，將達到「酸性高峰期」。建議進食後，在其黃金時間內迅速執行潔牙處理，方可達到有效之口腔保健作用。中央社
- 台北金馬影展執行委員會全數通過，將於2011年11月26日的第48屆金馬獎頒獎典禮上，頒發2011年「終身成就紀念獎」給當年執導「八百壯士」的已故導演丁善璽（2009年逝世），以表彰其畢身對電影界的卓越貢獻（畢生已執導69部電影）。中央社

## 6月17日
- 工研院院長凃爵民同日表示，全球首創的「Open GeoSMS 開放座標簡訊規格」，工研院耗時了3年研發成功。此規格適用各種傳統和智慧型手機，可在導航系統、網路上進行座標與地理資料互通，有效解決地標簡訊不互通且依堆亂碼的窘境；此項規格預計在年底前通過，成為OGC組織中第一個亞洲國家提出並主導的規格。工研院已將此應用程式以捐贈方式贈給「開放式救災管理系統」SAHANA基金會。中央社

## 6月18日
- 臺大醫院骨科部江清泉及臺大醫學院光電生物醫學研究中心教授林世民同日各自發表介紹「關節軟硬骨修復技術」、「即時多功可攜式定點診斷儀（V感測儀）」，將可為關節軟骨損傷帶來安全有效的治療新法及可快速診斷人類乳突病毒（子宮頸癌因子）、肺癌細胞、流感病毒、腸病毒71型、肝癌、細菌感染敗血症等6種病症。中央社
- 2011年第26屆美國匹茲堡國際發明展，由臺灣遠東科技大學的「遠紅外線陶瓷製作高效率LED散熱基板」項目奪得亞洲區最大獎「最佳設計獎」，另外其他獎項，金牌奪得25面、銀牌11面及特別獎4個。中央社-1中央社-2
- 澳門食品安全統籌小組發現台灣生產的榛果巧克力口味的「乖乖玉米脆條」，塑化劑DEHP含量為1.8ppm，超出1.5ppm的標準上限。桃園縣政府衛生局前往乖乖公司稽查，初步釐清原料非來自昱伸或賓漢，研判可能是包裝材料污染。蘋果日報中央社
- 到美國尚不足一月，年僅14歲的高球新秀張雨心，就已連續打進主要業餘賽事「美國青少女業餘高爾夫錦標賽」&「公共關係錦標賽」的會內賽，張雨心表示，雖然拿到冠軍有些難度，但還是有信心打進前10名。中央社
- 看好電子支付市場，遊戲廠商頻設金流平台。中央社

## 6月19日
- 馬英九宣布參選的副總統候選人搭檔為吳敦義。鴻海集團董事長郭台銘讚許吳敦義，並覺得「馬吳配」是堅強的陣容。中央社
- 臺灣生產的維力手打麵「清香雞汁味麻油包」曾被香港政府發佈驗出8.7ppm塑化劑DEHP的新聞，約隔一週，又被澳門官方披露台灣生產的乖乖榛果巧克力脆條驗出1.8ppm塑化劑（比標準值1.5ppm高出0.3ppm），由於其含量均不及於惡性添加，恐是包材溶出問題，林口長庚醫院臨床毒物科林樑及師大化學系教授吳家誠均發聲呼籲，應提早禁止食品包裝用PVC。中央社
- 國內「唯二」的消防女性控犬員，甫完成相關認證，是隸屬於新北市消防局的新成員。其中有土城特搜分隊的徐雅玲（專長：控犬、救人）與羅浩芳（專長：控犬、體能、水上救生）。中央社
- 今日於宜蘭縣政府東偏南方6.7公里近海，發生芮氏規模5.1地震，震源深度80公里。中央社

## 6月20日
- 兼具防洪、景觀營造及截流淨化再供應南部科學工業園區工業用水等功能的「台南大湖」計畫，由台南市政府再次提案並經評估可行性很高，預定於兩年內完成。人間福報（页面存档备份，存于） 中時
- 核四因為台電擅自更改設計，因此有台電主管被移送法辦；台電從過去就一直在抱怨奇異公司的設計圖有很多大問題，不更改設計無法興建。中時

## 6月21日
- 中央氣象局表示，第四號颱風海馬已於今天下午形成，但因距離臺灣較遠，且持續朝中國前進，除東部、南部今、明受其外圍環流影響有局部大雨、豪雨外，其他地區不受影響。中央社

## 6月22日
- 今年第五號颱風米雷於下午2時形成。yahoo/焦點新聞 引述 中廣新聞中央社
- 行政院主計處新聞稿發布指出，民國100年（2011年）五月份人力資源調查統計結果，五月失業率為4.27%，較上月下降0.02個百分點，較上（99）年度五月份亦降0.87個百分點，係近33個月最低水準。五月就業率，較上月上升0.20個百分點，較上年度五月份亦增2.22個百分點。就業方向與上月比較，主要增加偏向在工業部門增加（0.72%）、服務部門、農業部門各減少（0.03%）（0.87%）。但若與上一年度同月比較，工業部門增加（3.49%）、服務部門增加（1.56%）、農業部門減少（2.97%）。行政院主計處新聞稿（页面存档备份，存于）

## 6月26日
- 同日晚間21時19分，南投縣政府東方34.4公里，發生規模5.1地震，地震深度9.4公里。yahoo/地方新聞

## 6月28日
- 衛生署疾病管制局同日公佈2011年第二例日本腦炎病例，患者為居住於高雄市路竹區29歲青年，而前一例為67歲老婦，兩者病例之宅處附近，均有養豬舍之設置，疑透過病媒蚊事前叮咬過了病毒豬隻而後再叮咬人體，而致遭病毒傳染。中央社
- 擔任「台灣，記憶之島」法文書，一書主編的費哈（SamiaFerhat）與馬向（Sandrine Marchand）同日晚於臺灣駐法代表處舉行新書發表會。中央社

## 6月29日
- 民主進步黨推出2012年立委選舉不分區名單。新頭殼（页面存档备份，存于）
- 司法院推動「人民觀審」制度草案出爐，研議重大刑案由五名民眾擔任觀審員，參與審判程序就被告有、無罪責、刑期等表示意見，法官有義務將意見納入判決書中。中央社
- 工業技術研究院鑒於近年來氣候變遷，農作收穫不穩定，於（29日）邀集晶元光電、台肥及台灣大學等產、學、研等團體，共組「臺灣植物工廠產業協會」，籌建設置跨領域合作平台，期能為台灣植物工廠產業的發展奠定基礎。目前國外已有日、美、荷等國開始發展，預估至2012年其新建與維修的市場價值將達720億美元。 中央社

## 6月30日
- 特偵組偵辦國安密帳案，認定前總統李登輝、臺灣綜合研究院創辦人劉泰英，涉嫌侵占779萬餘美元，今天依貪污治罪條例-侵占公有財物罪將2人起訴。臺灣團結聯盟黨主席黃昆輝代表李登輝回應，對於遭到起訴感到不可思議。李登輝辦公室主任王燕軍轉述，李登輝除錯愕外也遺憾，但會勇敢面對，他深信司法終究會還他清白。中央社-1中廣中央社-2中央社-3新頭殼newtalk（页面存档备份，存于）
- 國內葉克膜權威、臺大創傷部主任柯文哲針對行政院衛生署中央健康保險局（29日）公佈的統計數據，提出質疑，認為（2010年國內有1,126人使用葉克膜，其中499人存活，總醫療支出達新台幣9億元）這數據太離譜，質疑此醫療資源被濫用。呼籲健保局提出檢討與解讀「葉克膜之使用時機」。中時電子報
- 臺北地方法院審理司法官貪污案，今天依違反貪污治罪條例等罪，分別判處前臺灣高等法院法官李春地11年6個月、陳榮和18年、蔡光治20年重刑。全案可上訴。中央社
- 財政部賦稅署今日初步統計，即將於7月1日上午8時，公告的欠稅大戶名單中，其個人與企業欠稅達1,416件，金額總計達新台幣1,264億元。中央社
- 彰化縣埔鹽鄉大有社區理事長吳素秋同日表示，其自環球技術學院環境資源管理系助理教授張子見處，習得將廢棄的草與樹枝製成生物炭，並將其灑入田裡，不經意的發現，竟可使稻子產生出不畏寒、不倒伏的功效。中央社
- 行政院環保署為使各大產業儘快取得減量額度，已於同日正式公告五大產業之「溫室氣體」排放強度，其分別為水泥業、鋼鐵業、半導體業、薄膜電晶體液晶顯示器及電力業，尚在研議中則有煉油業、石化業、造紙業等。BSI 英國標準協會[]